# Gaycre
Der Gaycre ist ein kleiner Fluss in Frankreich, der in der Region Okzitanien verläuft. 

## Flusslauf
Der Gaycre entspringt unter dem Namen Ruisseau de Faradet im westlichen Gemeindegebiet von Saint-Jean-Delnous, knapp an der Grenze zur Nachbargemeinde Requista, entwässert in einer kurvenreichen Strecke generell Richtung Südwest und mündet nach rund 19 Kilometern an der Gemeindegrenze von Cadix und Assac, beim gleichnamigen Weiler Gaycre, als rechter Nebenfluss in den Tarn. Auf seinem Weg durchquert der Gaycre die Départements Aveyron und Tarn.

## Orte am Fluss
(Reihenfolge in Fließrichtung)
- Farradet, Gemeinde Saint-Jean-Delnous
- La Bauzaguié, Gemeinde Requista
- Laval, Gemeinde Le Dourn
- La Valette, Gemeinde Assac
- Assac
- La Verrière, Gemeinde Cadix
- Gaycre, Gemeinde Cadix